# Jezioro Czarne (powiat lęborski)
Jezioro Czarne (kaszb. Jezoro Czôrné) – małe śródleśne jezioro na Wysoczyźnie Choczewskiej, na południowy wschód od Łeby, w gminie Wicko, pomiędzy wsiami Szczenurze i Roszczyce, w leśnictwie Szczenurze.
Jezioro Czarne znajduje się w samym środku szczenurskich lasów z przeważającym udziałem sosny. Jezioro o powierzchni 9,28 ha wyróżnia się pod względem czystości, ze względu na bardzo kwaśne dno. Niskie pH wody w zbiorniku zabezpiecza też jezioro przez procesem eutrofizacji, czyli procesem zarastania jeziora, który często jest zmorą żyźniejszych wód stojących.
Jezioro Czarne służyło przez jakiś czas służbom leśnym jako miejsce spławiania drewna po wiatrołomach, jakie nawiedziły Nadleśnictwo Lębork w latach 90. XX w. Drewno przelegujące (konserwowane) w wodach jeziora po wyłowieniu trafiało na rynek bez pogorszenia jego jakości.